# François Rémond
Pour les articles homonymes, voir Rémond.

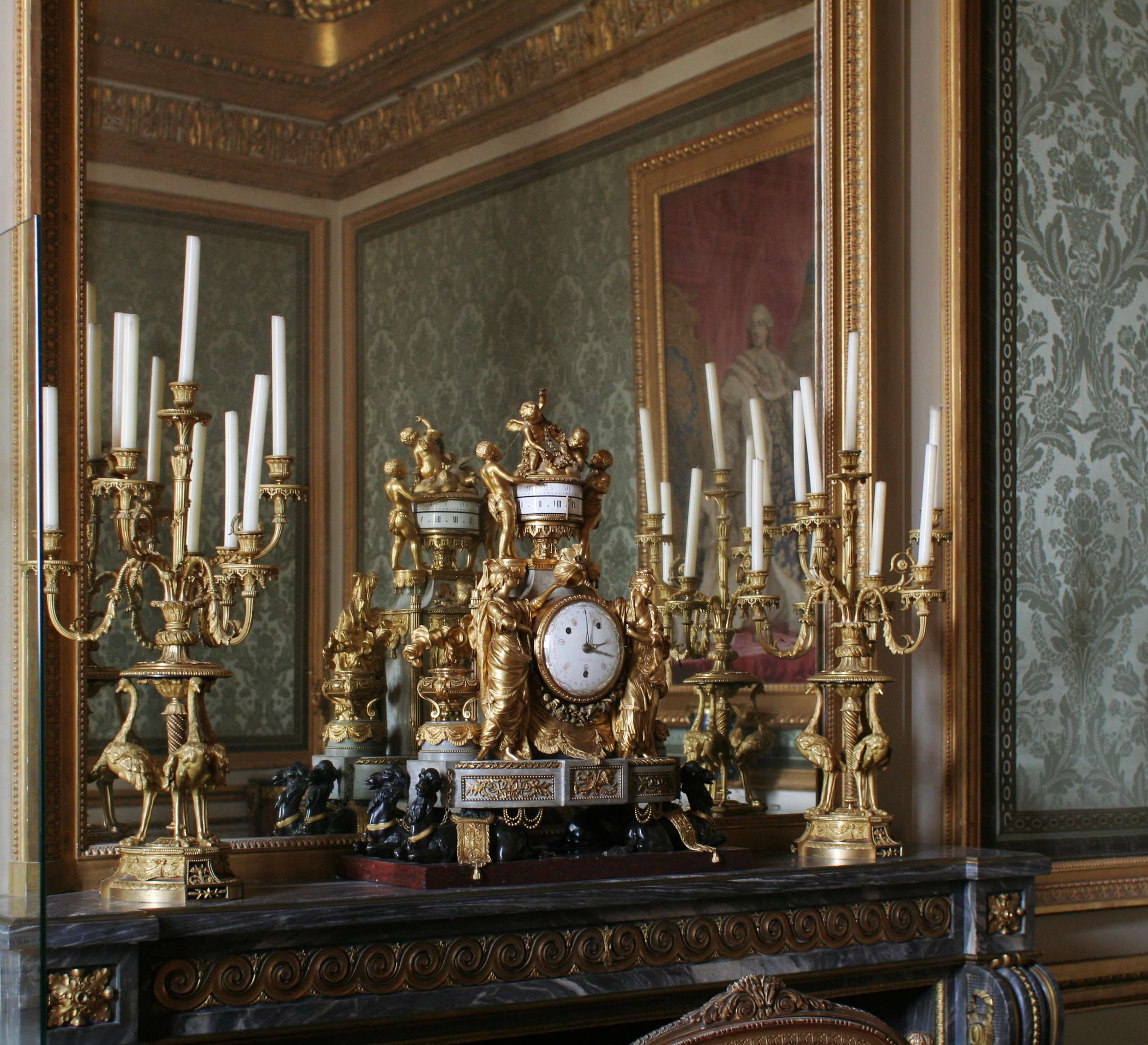
Château de Versailles, salon des nobles, garniture de cheminée (gde pendule « aux chameaux », candélabres « aux grues »), François Rémond, Jarossay

François Rémond (1747-1812) est un maître ciseleur et doreur  français qui atteint la renommée en son temps, et dont le travail est toujours très apprécié.
Il fabriquait des candélabres, des encadrements  décoratifs pour horloges et des ornements de bronze pour le mobilier raffiné destiné à l'élite de l'époque.

## Biographie
François Rémond est né à Paris en 1747 et a commencé son apprentissage en 1763. En 1774, il est devenu maître dans la guilde des doreurs de bronze. 
Il était un travailleur prolifique et fut considéré comme l'un des meilleurs doreurs, sculpteurs de bronze, de son temps
Son travail et son savoir-faire  étaient en demande. 
Il a réalisé de nombreuses commissions pour le célèbre  marchand mercier Dominique Daguerre. Il a créé des œuvres dans le style turc alors en vogue  pour  Louis XVI et sa famille .
Rémond a réalisé des urnes, des chenêts et des  candélabres. Il a travaillé avec le ciseleur Pierre Gouthière sur certaines de ses plus grandes œuvres avant 1788.  Rémond et Gouthière étaient connus pour leur capacité à créer des dorures mates et  brunies. Ils réalisaient des montures élaborées  en bronze doré pour des pendules de cheminée, des meubles ou des statues  qui incorporaient des créatures de la mythologie  ou  des espèces rares comme des chameaux et des autruches.  Rémond a également produit des ornements pour les horlogers et  les ébénistes.  
Il a conçu des ornementations en bronze  pour le fabricant de meubles Jean-Henri Riesener (1734-1806). 
En août 1774, l’ébéniste David Roentgen, de Neuwied sur le Rhin, a rencontré Rémond à Paris. Ce devait être le début d'une longue et fructueuse relation entre les deux hommes. 
Par la suite la plupart des pièces de Roentgen ont été ornées de bronzes réalisées à Paris par Rémond avec parfois des sculptures  d'artistes tels Louis-Simon Boizot. 
Roentgen vendit un bureau dit "à rouleau" à la Grande Catherine en avril 1786, décoré d'éléments en bronze réalisés par Rémond, avec un carillon. L'horloge intègre une ornementation de sculptures en bronze montrant toute l'habileté et l'art de Rémond. 
Un exemplaire  de son travail, une cheminée néo-classique très élaborée, faite en 1784 d’après un dessin de François-Joseph Bélanger (1744-1818), avec des figures de bronze représentant des satyresses sculptées par Jean-Joseph Foucou (1739 -1815) est  conservée par le Metropolitan Museum of Art. Cet ouvrage avait été commandé pour le Grand Salon Ovale de l'hôtel Thellusson à Paris. La cheminée est faite de marbre Verde di Levanto, de bronze patiné et bronze doré. 
François Rémond est mort à Paris en 1812.